# Phlogacanthus curviflorus
Phlogacanthus curviflorus är en akantusväxtart som först beskrevs av Nathaniel Wallich, och fick sitt nu gällande namn av Christian Gottfried Daniel Nees von Esenbeck. Phlogacanthus curviflorus ingår i släktet Phlogacanthus och familjen akantusväxter. Inga underarter finns listade i Catalogue of Life.